# Aka 7even

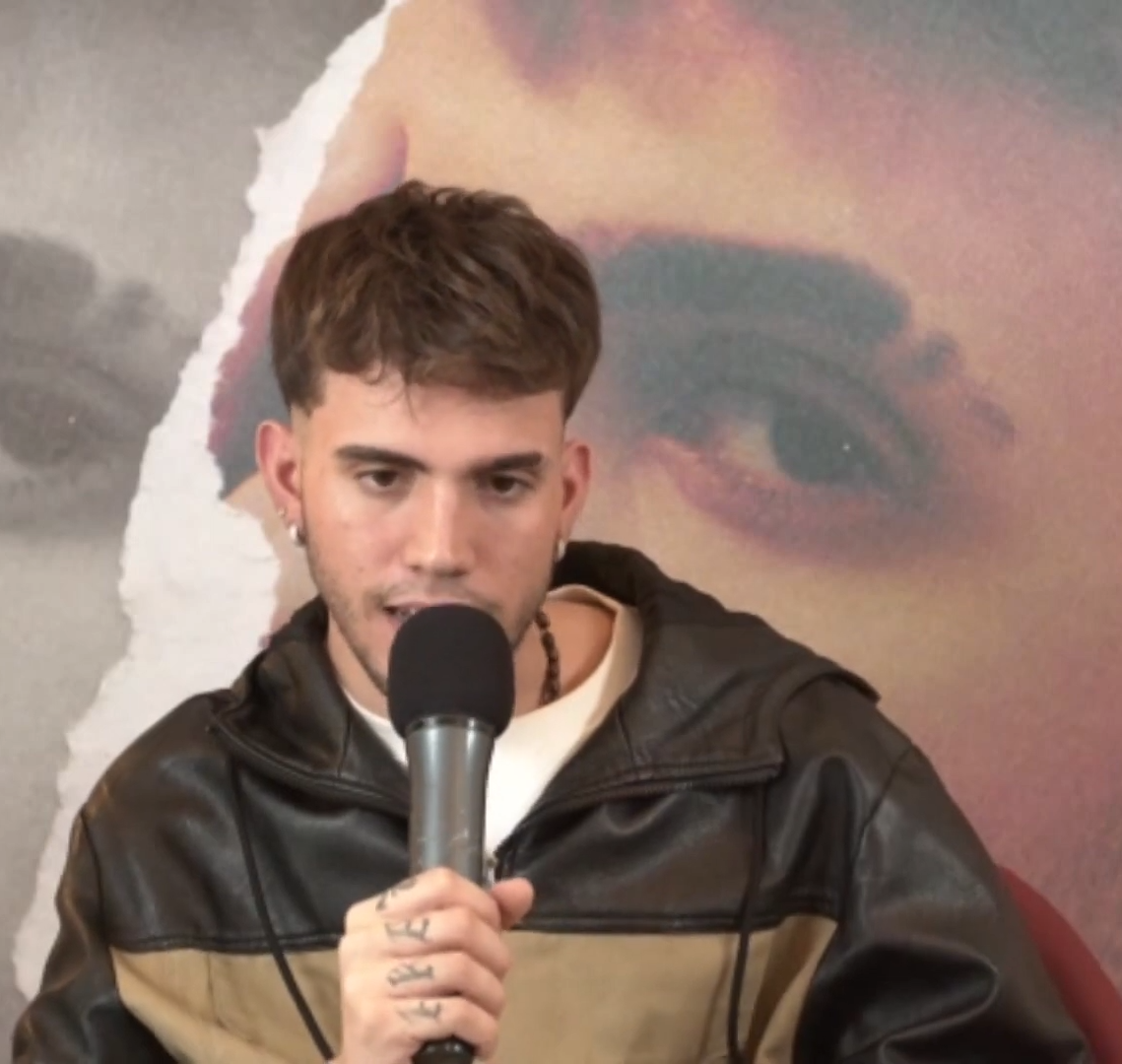
Aka 7even, 2022

Aka 7even (* 23. Oktober 2000 in Vico Equense, Provinz Neapel), auch bekannt unter seinem bürgerlichen Namen Luca Marzano, ist ein italienischer Popsänger.

## Werdegang
Luca Marzano wuchs als das jüngste von fünf Kindern auf. Im Alter von fünf Jahren lag er nach einem epileptischen Anfall aufgrund einer Enzephalitis für mehrere Tage im Koma. Er erholte sich aber wieder und interessierte sich früh für Musik, wie auch sein Bruder Domenico. 2017 bewarb er sich für X Factor, schaffte es jedoch nicht durch die Castings. Im Anschluss veröffentlichte er mehrere Singles und die EP Chiaroscuro (2019).
Nach dieser ersten Phase orientierte sich der Musiker mehr in Richtung Hip-Hop und verwendete fortan das Pseudonym Aka 7even. Er veröffentlichte weitere Singles, darunter das Duett Coco mit Biondo, bis er Ende 2020 schließlich an der 20. Staffel der Castingshow Amici di Maria De Filippi teilnahm. Dort schaffte er es 2021 ins Finale und wurde von Sony unter Vertrag genommen. Das während der Show präsentierte Lied Mi manchi war ein großer Erfolg und Loca wurde ein Sommerhit. Mit Perfetta così nahm er am Sanremo-Festival 2022 teil.

## Diskografie

### Alben
| Jahr | Titel     | Höchstplatzierung, Gesamtwochen, AuszeichnungChartsChartplatzierungen (Jahr, Titel, Platzierungen, Wochen, Auszeichnungen, Anmerkungen) | Anmerkungen        |
| Jahr | Titel     | IT | Anmerkungen        |
| ---- | --------- | --- | ------------------ |
| 2021 | Aka 7even | IT3 Platin · (34 Wo.)IT | Verkäufe: + 50.000 |

### Singles (Auswahl)
| Jahr | Titel Album         | Höchstplatzierung, Gesamtwochen, AuszeichnungChartsChartplatzierungen (Jahr, Titel, Album, Platzierungen, Wochen, Auszeichnungen, Anmerkungen) | Anmerkungen                                                       |
| Jahr | Titel Album         | IT | Anmerkungen                                                       |
| ---- | ------------------- | --- | ----------------------------------------------------------------- |
| 2021 | Mi manchi Aka 7even | IT4 ×2Doppelplatin · (17 Wo.)IT | Verkäufe: + 140.000                                               |
| 2021 | Loca Aka 7even      | IT2 ×3Dreifachplatin · (7 Wo.)IT | Verkäufe: + 210.000                                               |
| 2021 | Luna Aka 7even      | IT70 (2 Wo.)IT |                                                                   |
| 2022 | Perfetta così –     | IT15 Platin · (13 Wo.)IT | Verkäufe: + 100.000 Beitrag zum Sanremo-Festival 2022             |
| 2022 | Toca –              | IT61 Gold · (10 Wo.)IT | Erstveröffentlichung: 24. Juni 2022 Verkäufe: + 50.000; feat. Guè |

## Belege
1. ↑  Amici 20, Aka7even in lacrime: “Dopo il coma è stato terribile, gli amici pensavano che potessi infettarli”. In: IlFattoQuotidiano.it. 9. März 2021, abgerufen am 23. Oktober 2021 (italienisch).
2. ↑  Ilaria Costabile: Quando Aka7even fece il provino a X Factor come Luca Marzano. In: Fanpage.it. Abgerufen am 23. Oktober 2021 (italienisch).
3. 1 2  Chi è Aka7even? Età, Ex Martina, Loca, Amici 20 e Instagram. In: ChieCosa.it. 31. August 2021, archiviert vom Original (nicht mehr online verfügbar) am 23. Oktober 2021; abgerufen am 23. Oktober 2021 (italienisch).  Info: Der Archivlink wurde automatisch eingesetzt und noch nicht geprüft. Bitte prüfe Original- und Archivlink gemäß Anleitung und entferne dann diesen Hinweis.
4. ↑  Alben von Aka 7even. In: Italiancharts.com. Hung Medien, abgerufen am 20. Oktober 2021.
5. 1 2 3 4 5  Certificazioni. FIMI, abgerufen am 17. Oktober 2022 (italienisch).
6. ↑  Archivio classifiche Top Singoli. FIMI, abgerufen am 17. Oktober 2022 (italienisch).

| Personendaten    | Personendaten                |
| ---------------- | ---------------------------- |
| NAME             | Aka 7even                    |
| ALTERNATIVNAMEN  | Marzano, Luca                |
| KURZBESCHREIBUNG | italienischer Popsänger      |
| GEBURTSDATUM     | 23. Oktober 2000             |
| GEBURTSORT       | Vico Equense, Provinz Neapel |